# Julius Kopsch (Politiker)

Julius Kopsch

Julius Kopsch (* 7. Januar 1855 in Beuthen an der Oder,  Landkreis Freystadt, Provinz Schlesien; † 24. April 1935 in Berlin) war ein deutscher Politiker (FrVP; FVP; DDP). Er war von 1898 bis 1928 Mitglied des Reichstages.

## Leben und Wirken
Kopsch wurde als Sohn eines Schuhmachermeisters geboren. Nach dem Besuch der Volksschule in Beuthen in den Jahren 1861 bis 1869 wurde Kopsch drei Jahre lang an der dortigen Präparandenanstalt ausgebildet. 1875 begann Kopsch als Lehrer in Jannowitz bei Hirschberg zu arbeiten. Es folgten Tätigkeiten in Liegnitz (1876) und in Görlitz (1877 bis 1879). Ab 1879 war Kopsch im Schuldienst als Lehrer tätig. Danach gehörte er ein Jahr dem Infanterieregiment 58 in Glogau an. 1880 legte er in Berlin die Mittelschullehrerprüfung ab, zwei Jahre später, 1882, die Rektorenprüfung. 1891 wurde er Rektor in Berlin. Von 1893 bis 1898 war er Mitglied des Vorstandes des Berliner Lehrervereins. 1921 trat er als Rektor einer Berliner Gemeindeschule in den Ruhestand.
Im Juli 1896 zog Kopsch anlässlich einer Nachwahl als Abgeordneter für die Freisinnigen Volkspartei (FrVP) in den Reichstag des deutschen Kaiserreiches ein, nachdem er sich bei der Wahl gegen einen konservativen Gegenkandidaten hatte durchsetzen können. Für die FrVP, beziehungsweise ab 1912 für die Nachfolgerin der FrVP, die Fortschrittliche Volkspartei (FVP), gehörte er dem Parlament ohne Unterbrechung bis zur Novemberrevolution von 1918 für den Wahlkreis Liegnitz 5 (Löwenberg) an. Parallel dazu gehörte er von 1898 bis 1918 dem Preußischen Landtag an, in den ursprünglich doppelt für die Wahlkreise Berlin II und Görlitz gewählt worden war (er nahm für den letzteren an). Im Parlament fiel Kopsch unter anderem dadurch auf, dass er bei Sitzungen antisemitische Parolen ins Plenum rief. Im Parlament setzte sich Kopsch, der auch dem Deutschen Lehrerverein angehörte, insbesondere für die Interessen der Lehrerschaft ein.
Im Januar 1919 wurde Kopsch Mitglied der Preußischen Landesversammlung. Im selben Jahr wechselte Kopsch in die Deutsche Demokratische Partei (DDP). Für diese wurde er im Juni 1920 als Kandidat für den Wahlkreis 9 (Liegnitz) in den ersten Reichstag der Weimarer Republik gewählt. Der Weimarer Nationalversammlung hatte Kopsch nicht angehört, worüber er sehr gekränkt war. Nach der Bestätigung seines Mandates bei den Wahlen vom Mai und vom Dezember 1924 gehörte Kopsch dem Reichstag bis zum Mai 1928 an. Nach einer Neudurchnummerierung der Wahlkreise im Mai 1924 führte sein Wahlkreis die Nummer 8. Von 1919 bis 1921 saß Kopsch zudem für die DDP im Preußischen Landtag.
Im April 1921 beteiligte Kopsch sich an der Gründung des Bundes für Freiheit und Ordnung in Berlin und Umgebung.
Sein Sohn war der Jurist, Dirigent und Komponist Julius Kopsch (1887–1970).